# Navicula (Schiff)
Die Navicula ist ein Forschungsschiff des Koninklijk Nederlands Instituut voor Onderzoek der Zee (NIOZ).

## Beschreibung
Das Schiff wurde 1981 unter der Baunummer 480 auf der Werft Visscher & Zoon in Zwartsluis gebaut. Das Schiff wird in erster Linie für Forschungsarbeiten im niederländischen Wattenmeer, den Küstengewässern und den Binnengewässern des Rhein-Maas-Delta eingesetzt.
Die Decksaufbauten befinden sich in der vorderen Hälfte des Schiffes. Hier sind ein Trocken- und ein Nasslabor eingerichtet. Hinter den Decksaufbauten befindet sich ein offenes Arbeitsdeck. Das Schiff ist mit einem Heckgalgen mit verschiedenen Hebewerkzeugen ausgerüstet. An Deck ist Platz für einen 20-Fuß-Laborcontainer. Das Schiff führt ein Festrumpfschlauchboot mit, das als Arbeitsboot genutzt werden kann.
An Bord ist Platz für drei Besatzungsmitglieder und acht Wissenschaftler.
Der Antrieb des Schiffes erfolgt durch zwei Caterpillar-Dieselmotoren, die über Untersetzungsgetriebe auf zwei Festpropeller wirken.
Benannt ist das Schiff nach der Gattung der Kieselalgen.